# شمعدانی ارغوانی چسبناک
شمعدانی ارغوانی چسبناک (نام علمی: Geranium viscosissimum) نام یک گونه از سرده شمعدانی است.